# Agia Irini

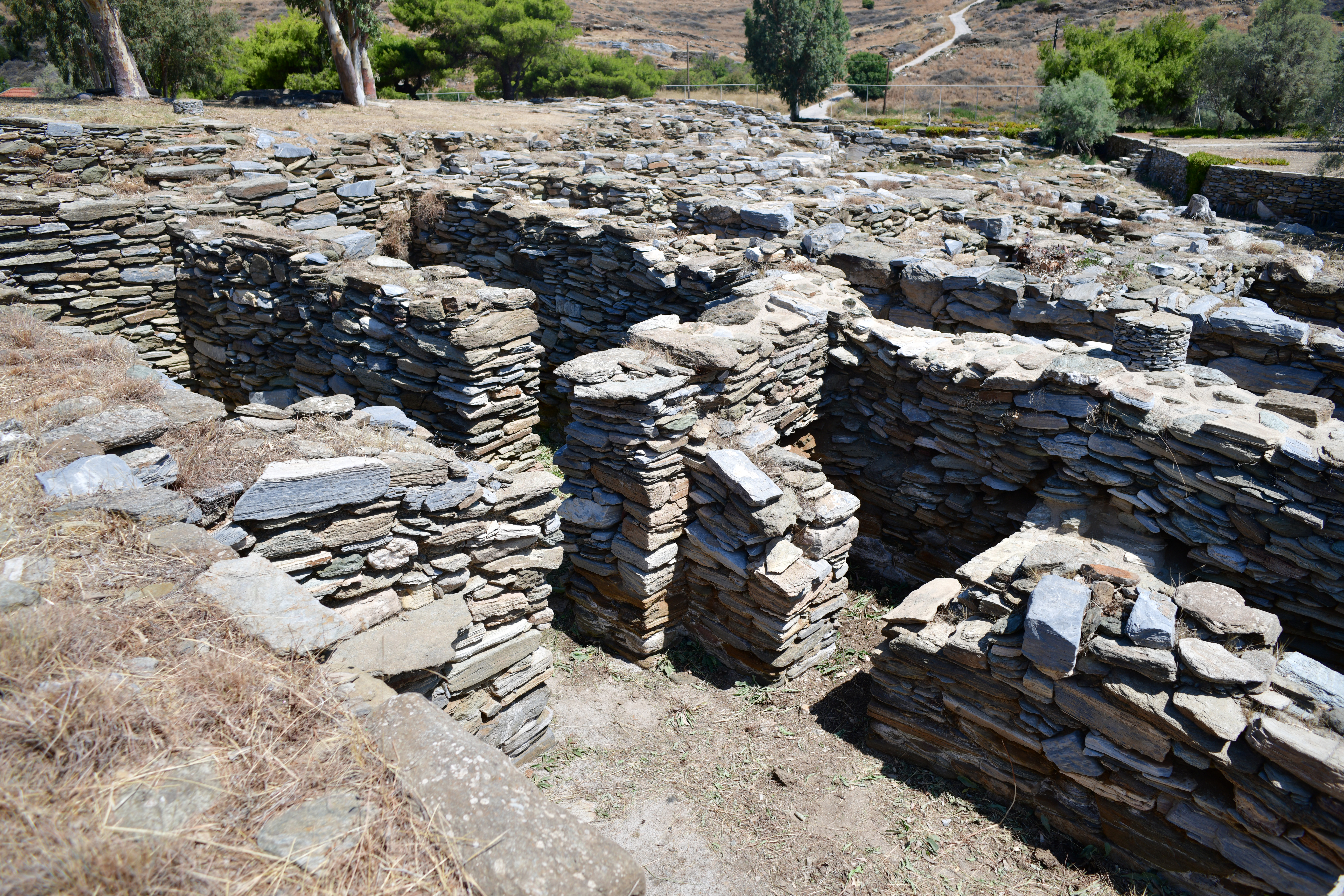
Agia Irini 2021

Agia Irini (griechisch Αγία Ειρήνη (f. sg.)) ist ein archäologischer Fundort aus der Bronzezeit auf der griechischen Insel Kea, die zur ägäischen Inselgruppe der Kykladen gehört. Die Siedlung lag auf einer heute nur noch 150 m auf 80 m großen Halbinsel in der Agios-Nikolaos-Bucht von Korissia im Nordwesten der Insel.
Benannt ist die Siedlung nach einer Kapelle, die in byzantinischer Zeit erbaut und einer Heiligen Irene geweiht wurde.

## Siedlungsgeschichte
Bereits in der Jungsteinzeit war die Insel Kea bewohnt, Grabfunde ziehen sich durch den ganzen Norden der Insel, Siedlungsspuren sind nur in Kephala nachweisbar. Auch auf der Halbinsel Agia Irini wird eine jungsteinzeitliche Siedlung angenommen, sie wurde aber in der Bronzezeit überbaut und lässt sich bis auf einzelne, zusammenhanglose Funde heute nicht näher belegen. Die Halbinsel zeichnete sich gegenüber anderen Teilen Keas dadurch aus, dass sie leicht zu verteidigen war und eine Trinkwasserquelle hatte.

### Frühkykladische Zeit (ab 2500v.Chr.)
In die Epoche II der frühkykladischen Zeit (zur zeitlichen Einordnung siehe Kykladenkultur) fallen die ältesten heute nachweisbaren Fundamente auf der Halbinsel. Sie sind der Keros-Syros-Kultur zuzuordnen. Das Mauerwerk dieser Epoche auf der Halbinsel war bereits sehr sorgfältig ausgeführt, die Wände senkrecht und glatt. Decken konnten etwa 4,50 m ohne Stützpfeiler überspannen. Agia Irini war bis kurz nach 2200 v. Chr. bewohnt, bevor hier wie in allen anderen Orten der Kykladen die Siedlungskontinuität aus unbekannten Gründen abbrach und erst um das Jahr 2000 v. Chr. wieder begann. Die letzten Funde dieser Periode werden bereits der Kastri-Kultur zugerechnet.

### Mittelkykladische Zeit (2000–1600v.Chr.)
Agia Irini ist neben Phylakopi auf Milos und Phourion auf Paros eine von nur drei ausgegrabenen Siedlungen der mittelkykladischen Zeit. Insgesamt sind 20 Siedlungsorte aus der Epoche auf den Kykladen bekannt.

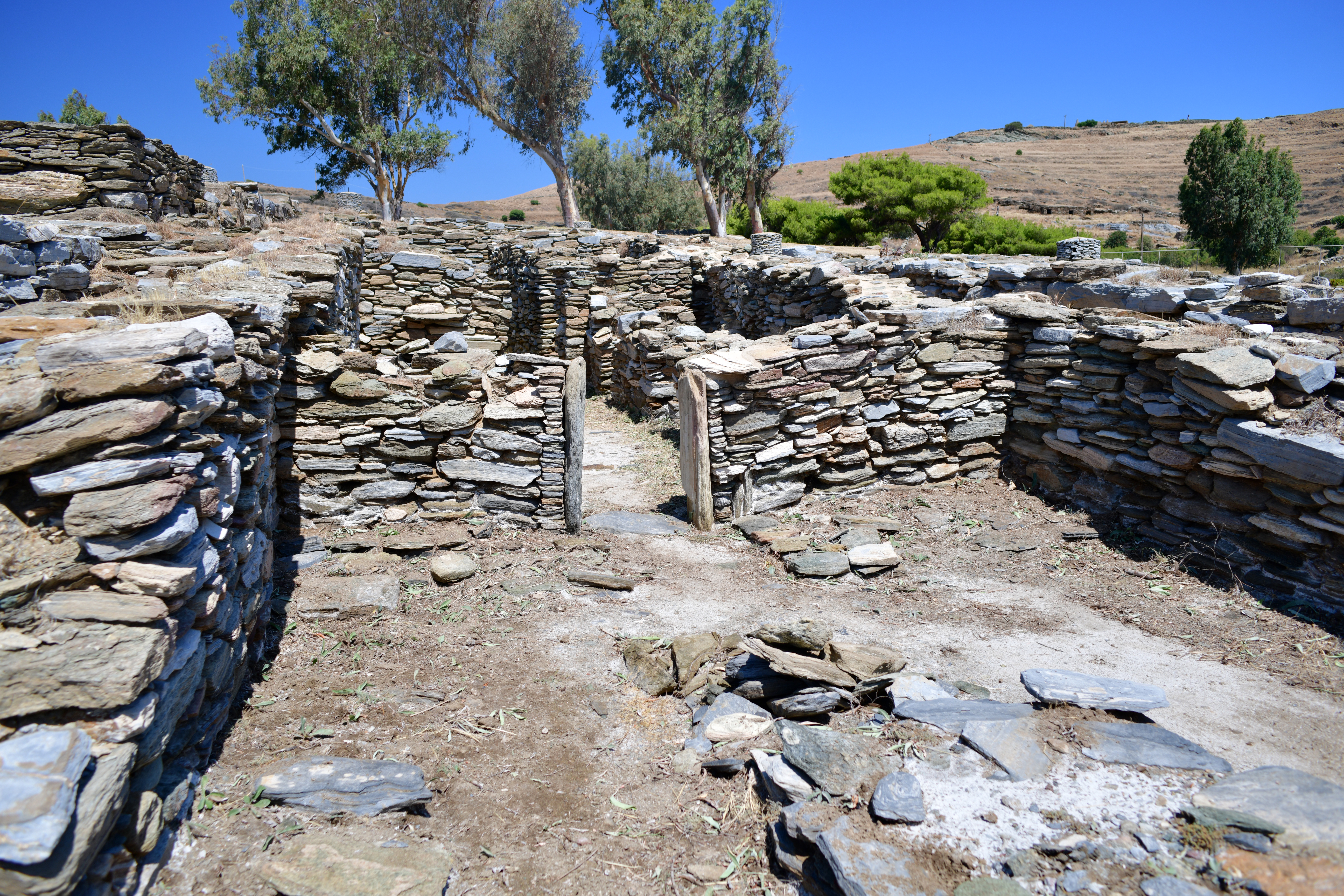
Befestigungen im Südwesten der Siedlung, 2021

In einer ersten Bauphase um 1800 oder 1900 v. Chr. errichteten die Bewohner die Stadt neu, sie griffen nicht auf die alten Fundamente zurück und richteten die Häuser anders aus. Die Bauten hatten einfache Grundrisse; für mehrstöckige Häuser gibt es keine Belege. Nur einzelne Wände waren mit Kalkputz versehen. Die Keramikfunde dieser Zeit zeigen weiträumige Kontakte auf, es wurden Stile aus Kreta, vom attischen Festland und von benachbarten Kykladen-Inseln gefunden. Allerdings herrschten Typen nach dem Vorbild der minyschen Keramik des nahegelegenen Festlandes vor. Noch in dieser ersten Bauphase wurde die Siedlung mit einer Mauer befestigt. Erhalten ist auch ein Wachturm mit hufeisenförmigem Grundriss, der ein Tor in die Stadt schützte.
Eine weitere Phase der Stadt beginnt um 1700 v. Chr. und fällt damit in die Ära, als die Altpalastzeit auf Kreta zu Ende ging. Aus dieser Phase sind nur wenige Grundmauern erhalten. Die Stadtmauer wurde mit behauenen Kalksteinen neu errichtet, Türme mit rechteckigem Grundriss ersetzten den Turm mit einer Wölbung auf der Außenseite. Keramische Stile der Minoischen Kultur auf Kreta werden häufiger und werden auch lokal nachgeahmt. Es gibt einzelne Funde von kretischen Schriftzeichen in Linearschrift A.

### Spätkykladische Zeit (ab 1600v.Chr.)
Die Blütezeit der Stadt auf der Halbinsel begann um 1600 und fiel damit in die Epoche des Umbruchs zur spätminoischen und spätkykladischen Zeit. Eine erste Bauphase dieser Epoche ist durch neue Häuser mit großzügigem Grundriss gekennzeichnet. Die kleine Halbinsel war dicht bebaut, die Häuser bestanden aus einer Vielzahl kleiner und kleinster Räume zum Teil mit Obergeschossen, die im Laufe längerer Zeiträume angebaut wurden; mancherorts wuchsen Gebäudekomplexe auch aus mehreren früheren Häusern zusammen.
Gleichzeitig nahm der kretische Einfluss massiv zu. Dies gilt für architektonische Elemente wie Lichtschächte, aber auch Keramik wie Öllampen nach minoischem Vorbild, besondere keramische Gefäße und Dekors oder auch die Verbreitung des Gewichtswebstuhls in kretischer Form.

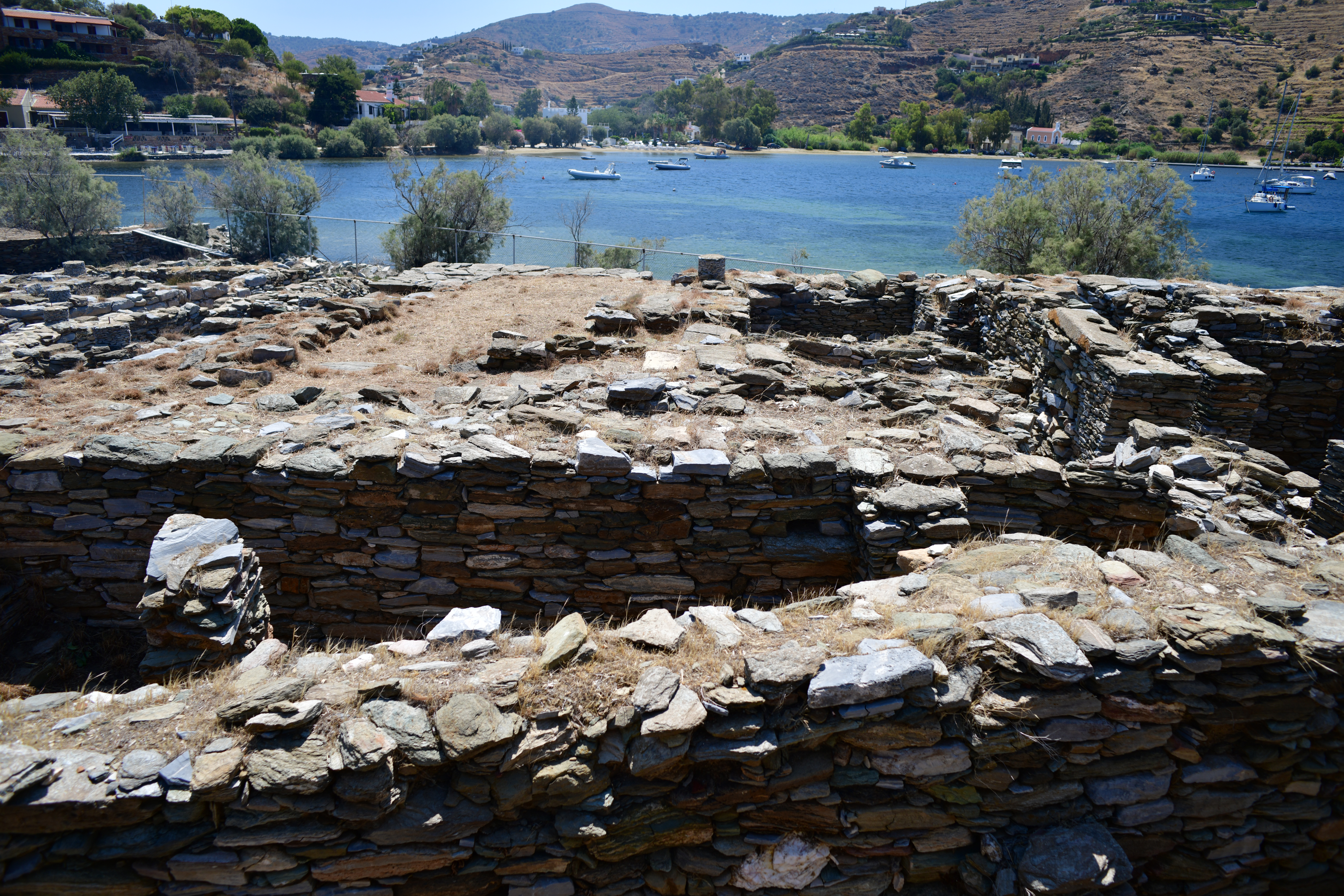
Blick über Gebäude A auf das Meer, 2021

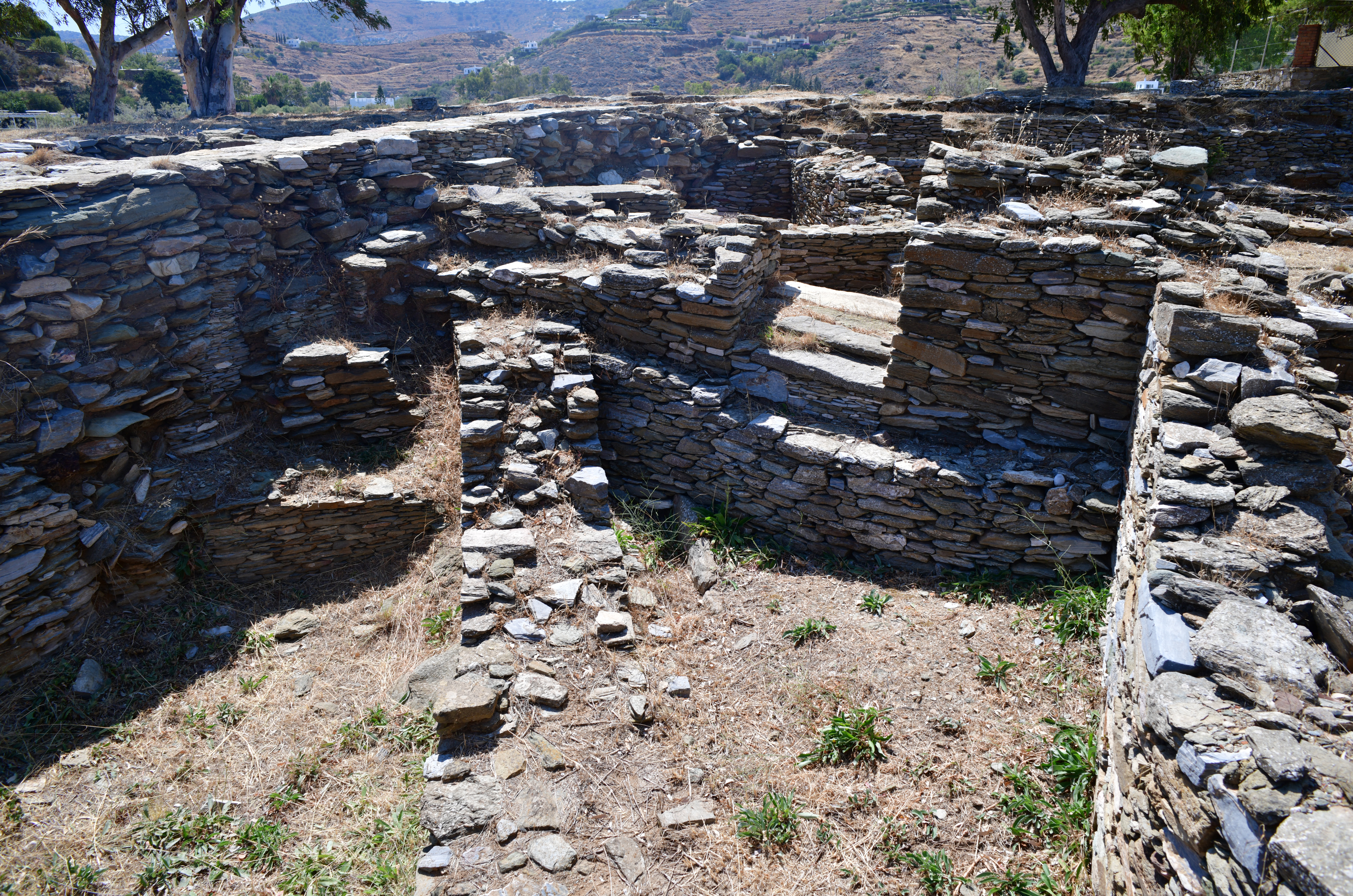
Spätkykladisches Mauerwerk, 2021

Das größte und am besten erforschte Gebäude „A“ alleine nimmt 8 % der bekannten Siedlungsfläche ein; es bedeckt eine Fläche von etwa 22 m auf 38 m in der Form eines unregelmäßigen Fünfecks. Es war freistehend und von Straßen umgeben, bedeckte also einen vollständigen Block. Heute lassen sich noch 39 Räume im Untergeschoss und im Parterre nachweisen. Es müssen aber wesentlich mehr gewesen sein, da das Gebäude mindestens teilweise ein oberes Stockwerk hatte. Die Lebensqualität in diesem Haus war beachtlich. Es gab einen äußeren Hof mit Bänken und einer Kochstelle unter freiem Himmel. Innere Räume wurden über Lichtschächte mit Sonnenlicht versorgt, zwei Küchen und mehrere Räume mit Lebensmittelvorräten dienten der Versorgung der Bewohner. Der Höhepunkt der Zivilisation war ein Badezimmer, das über einen Rinnstein mit der Kanalisation unter der angrenzenden Straße verbunden war. Es wird geschätzt, dass allein in diesem Gebäude zwei bis vier Dutzend Menschen lebten, die ganze Halbinsel wurde von etwa 600 bis 700 Personen bewohnt.
Das als Tempel oder Heiligtum bezeichnete Bauwerk geht vermutlich auf den Anfang der mittelkykladischen Zeit rund um 1900 v. Chr. zurück. Damals bestand es aus einem Rechteck von etwa 5 m auf 5 m, das auf dem Höhepunkt der Stadt zum Untergeschoss des Tempelbauwerks der späteren Zeit wurde. Im 15. Jahrhundert bestand der Bau aus einer langgestreckten Raumfolge von durchschnittlich 6 m Breite und mehr als 24 m Länge. Der Hauptraum lag nahe dem einzigen Eingang, alle kleineren Räume dahinter konnten nur durch den Hauptraum betreten werden. In den Mauern des Tempels wurden 55 Kultfiguren gefunden, alle weiblich, aus Ton gebrannt, variierend von 60 cm bis Lebensgröße. Sie sind nach minoischer Mode mit einem bodenlangen Rock bekleidet, die Mehrzahl trägt am Oberkörper ein Mieder, aus dem üppige nackte Brüste hervortreten, der Oberkörper der anderen ist unbekleidet. Die meisten sind in Posen dargestellt, die zu einem Tanz passen, mit schwingendem Rock und erhobenen oder in die Hüfte gestützten Armen. Außer den Figuren wurden Trink- und Spendergefäße gefunden, außerdem einige als Weihegaben interpretierte Gegenstände, zum Beispiel ein kleiner symbolischer Schmelzkessel.
Der Tempel wurde nach der Aufgabe der Stadt von Bewohnern des Umlandes weiterhin benutzt und gepflegt. Die spätesten Nachweise stammen aus dem 4. Jahrhundert v. Chr., also 1500 Jahre nach dem Beginn des Baus.
Neben der Landwirtschaft zur Selbstversorgung lebte die Stadt vermutlich vom Handel. Rund 8000 flache Essschalen aus Keramik wurden in Stapeln gefunden, was darauf hindeutet, dass es sich um das Warenlager eines Händlers handelte. Die Keramiken erlauben auch, die Beziehungen zu benachbarten Kulturen einzuschätzen. Gefäße im Stil der Minoischen Kultur der Insel Kreta und der südlichen Kykladen machen knapp die Hälfte der gefundenen Keramik aus, Stile vom Peloponnes, dem nahegelegenen Festland überwiegen.
Der Höhepunkt der Stadt reichte in die spätkykladische Zeit hinein, doch im 16. Jahrhundert v. Chr. kam es mehrfach zu Erdbeben, die die Gebäude beschädigten. Kurz vor 1500 v. Chr. zerstörte ein besonders schwerer Erdstoß die Stadt. Die Stadtmauer wurde regelrecht zerrissen, viele Gebäude stürzten ein und ihre Mauersteine begruben die Keller und alle Gegenstände darin. Die Bewohner müssen rechtzeitig gewarnt worden sein, da sie mit ihren Wertsachen fliehen konnten. Waffen, Schmuck oder Metallwerkzeuge wurde keine gefunden, auch konnte nur ein einzelnes Skelett in der Ausgrabung nachgewiesen werden.
Die Stadt als Ganzes wurde nicht wieder besiedelt, einige Räume, darunter der Tempel, wurden von wenigen Bewohnern hergerichtet und ab dem Wechsel vom 14. zum 13. Jahrhundert v. Chr. bewohnt. Ihre Keramik deutet darauf hin, dass die Insel Kea zu dieser Zeit vollkommen in die Mykenische Kultur des Festlandes integriert war.

## Geschichte der Ausgrabung
Die Siedlung wurde von Gabriel Welter im Zweiten Weltkrieg entdeckt und von 1960 bis 1971 durch amerikanische Archäologen der University of Cincinnati unter der Leitung von John Langdon Caskey ausgegraben. Caskey unterteilte die Funde in acht Straten von I – Jungsteinzeit bis VIII – Mykenische Kultur. Die Funde liegen im Museum der Stadt Ioulida, dem Hauptort der Insel, und wurden seit 1977 in bisher neun Bänden publiziert. Die Veröffentlichung ist nicht abgeschlossen.